# Guy Feutchine
Guy Feutchine (Douala, 18 de novembro de 1976) é um ex-futebolista profissional camaronês que atuava como meia.

## Carreira
Guy Feutchine representou o elenco da Seleção Camaronesa de Futebol no Campeonato Africano das Nações de 2006.